# Ruth de Aquino
Ruth de Aquino é uma jornalista brasileira, do Rio de Janeiro, com mestrado na London School of Economics, e tese sobre Ética na Mídia.
Tornou-se colunista do jornal O Globo em 2019, depois de passar pela diretoria editorial da redação. 
Foi repórter, redatora, editora, diretora. Trabalhou na revista Manchete, na BBC de Londres, no Jornal do Brasil, onde foi editora internacional e correspondente de Fórmula 1. Foi editora-chefe e diretora de multimídia do jornal O Dia no Rio de Janeiro. Foi diretora de projetos especiais da Editora Abril em São Paulo, correspondente das revistas da Editora Abril em Paris. Foi redatora-chefe e diretora da sucursal do Rio de Janeiro da revista Época, da Editora Globo. Foi colunista de Epoca durante 10 anos. Foi correspondente em Londres e Paris de diversos veículos.
Foi presidente do Forum Mundial de Editores De Jornais(WEF), da WAN (Associação Mundial de Jornais), com base em Paris. Foi consultora de multimídia para Ifra, organização baseada na Alemanha e especializada em tecnologia de redações e no novo profissional de jornalismo.
Em 2018 recebeu o Prêmio Personalidade do ano da Câmara de Comercio França-Brasil, sendo a primeira mulher a ser homenageada em pelo Prêmio em 100 anos.